# Norwegisches Straßenmuseum
Das Norwegische Straßenmuseum (norwegisch Norsk Vegmuseum) ist ein Freilichtmuseum für Straßenbau und Straßenverkehrswesen, das sich nördlich von Fåberg in der Gemeinde Lillehammer, befindet. Gegründet wurde das Museum vom seit 1992 aktiven Verein von Freunden des Straßenbauwesens. Heute befindet es sich in der Trägerschaft von Statens vegvesen, der norwegischen Straßenbau- und Straßenverkehrsverwaltung.

## Ausstellung
Die Hauptausstellung im Innenbereich des Museums zeigt über 1000 Jahre Straßengeschichte im Gudbrandsdalen mit Fahrzeugen aus verschiedenen Zeiten, Straßenbau- und Winterdienstfahrzeugen, einer Filmvorführung „Unterwegs in den 1960ern“ und einem interaktiven Verkehrssicherheitszentrum zum Testen der eigenen Fähigkeiten.
In einer 2004 eröffneten Nebenabteilung wird die Geschichte der Gebirgssprengung vom 18. Jahrhundert bis heute unter anderem anhand von Filmvorführungen und authentischen Modellen im Inneren eines 240 m langen Tunnels veranschaulicht. Zu sehen sind ferner ein 120-Tonnen-Kipplaster sowie Arbeitsbekleidung aus verschiedenen Zeiten in einer Unterkunft für Straßenbauarbeiter.
Im Außenbereich sind weitere Gebäude mit straßengeschichtlichen Ausstellungen sowie eine historische  Schmiede zu besichtigen. Außerdem gibt es ein Restaurant, einen Museumsladen und einen Hörsaal.